# Marvin Hamlisch

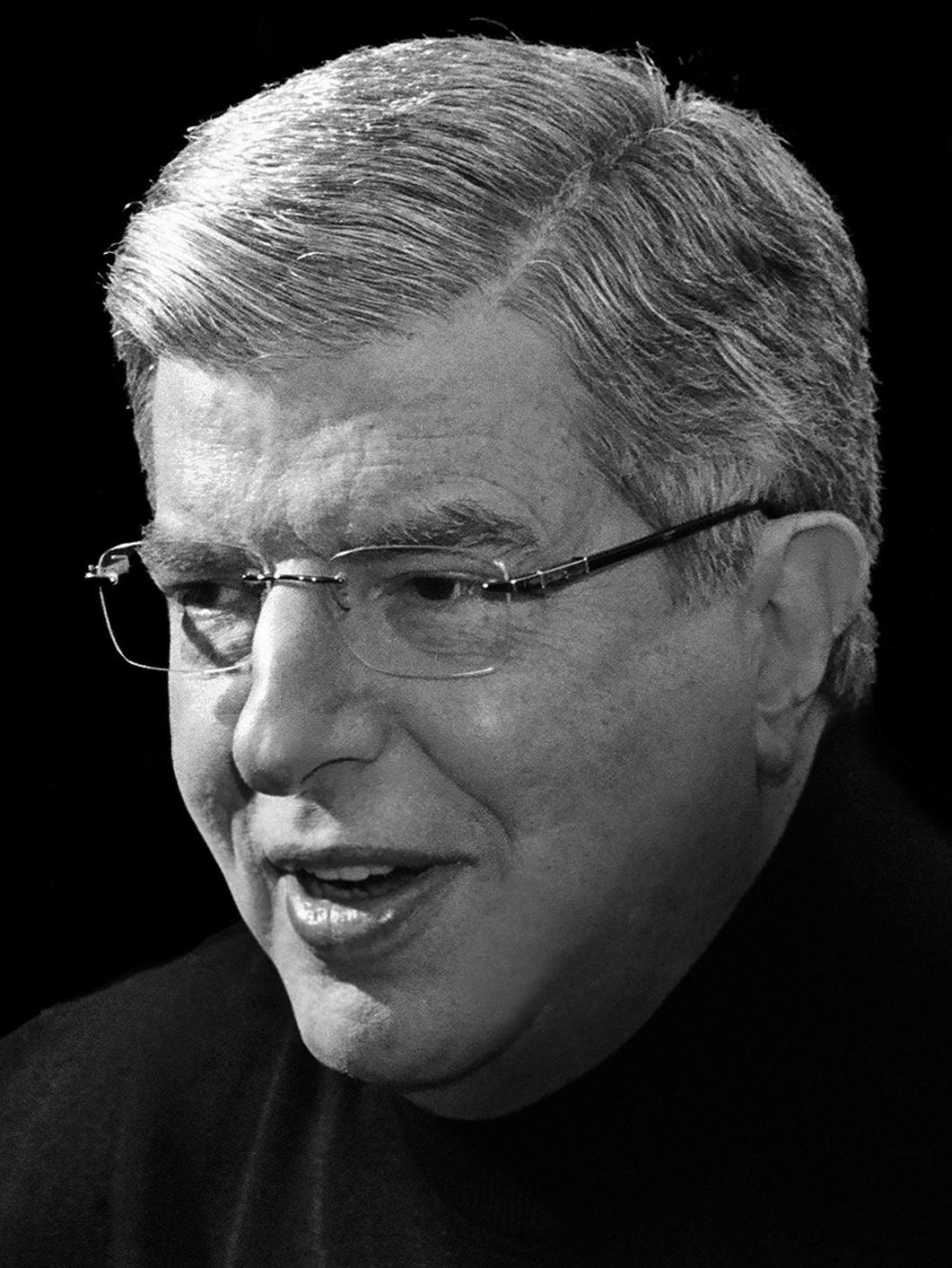
Marvin Hamlisch (2008)

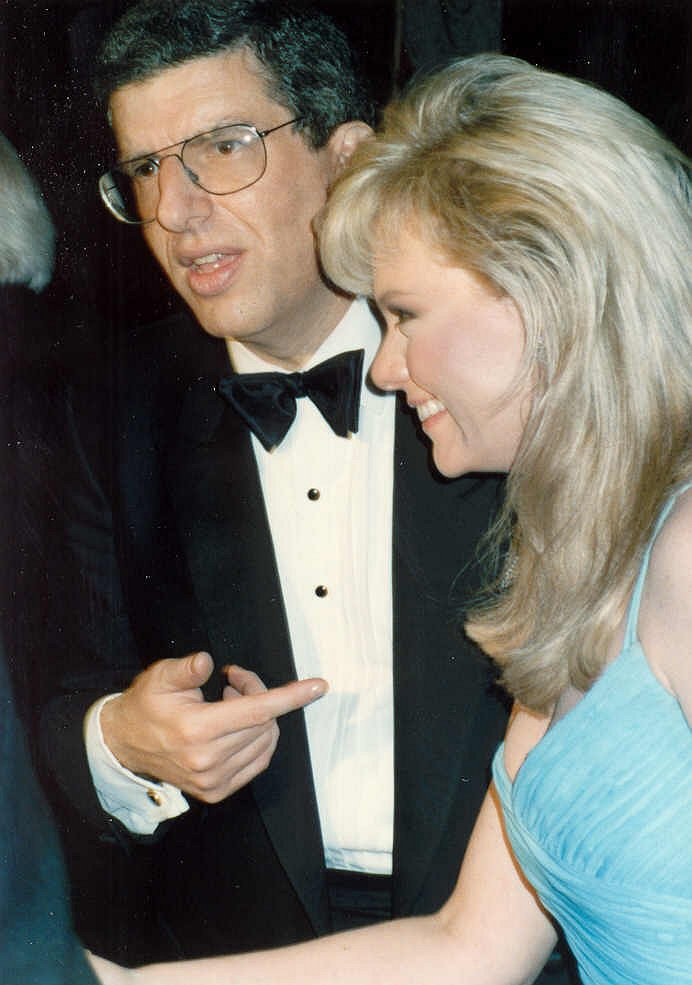
Hamlisch (1989)

Marvin Frederick Hamlisch (* 2. Juni 1944 in New York City, New York; † 6. August 2012 in Los Angeles, Kalifornien) war ein US-amerikanischer Komponist. Er gilt als einer der erfolgreichsten Musical- und Filmkomponisten des 20. Jahrhunderts. Er zählt zu den wenigen Künstlern, die Emmy, Grammy, Oscar und Tony Awards gewonnen haben.

## Leben
Hamlisch, der aus einer jüdischen Familie Wiener Herkunft stammte, lernte früh Klavierspielen und galt als Wunderkind. Als Jugendlicher gab er Konzerte in der Town Hall. Dann studierte er an der Juilliard School of Music. Bereits in dieser Zeit verlegte er sich aufs Komponieren. 1965 schrieb er mit Sunshine, Lollipops and Rainbows für Lesley Gore einen ersten Hit, den er 1967, ebenfalls für Gore, mit California Nights wiederholen konnte. Nachdem Sam Spiegel ihn auf einer Party am Piano gehört hatte, gab er ihm den Auftrag für seine erste Filmkomposition (für The Swimmer, 1966). Daraufhin zog er nach Los Angeles, um näher an den Studios zu sein. Große Bekanntheit erreichten seine Adaptionen von Scott Joplins Ragtime-Kompositionen, die er 1973 für den Film Der Clou schrieb.
Von ihm stammt die Musik zu vielen Kinofilmen und Fernsehserien und zu den erfolgreichen Broadway-Musicals A Chorus Line und They’re Playing Our Song. 1977 schrieb Hamlisch auch die Musik zu dem James-Bond-Film Der Spion, der mich liebte (1977). Außerdem war er seit 1993 der Dirigent und Arrangeur der Konzerte von Barbra Streisand, für die er 1973 auch den Nummer-eins-Hit und Millionenseller The Way We Were schrieb. Auch die Coverversion von Gladys Knight & the Pips war weltweit erfolgreich.
Hamlisch wurde mit zahlreichen Preisen geehrt. Herausragend war in diesem Bezug das Jahr 1974, als er insgesamt mit Oscars in drei verschiedenen Kategorien ausgezeichnet wurde. Es folgten in den weiteren Jahren sieben Oscar-Nominierungen. Dreimal konnte er den Emmy gewinnen, zweimal einen Golden Globe Award. Am häufigsten erhielt er mit viermal den ASCAP Award.
Hamlisch starb am 6. August 2012 nach kurzer Krankheit im Alter von 68 Jahren.

## Werke

### Filmografie
- 1968: Der Schwimmer (The Swimmer) – Regie: Frank Perry
- 1969: Ein Frosch in Manhattan (The April Fools) – Regie: Stuart Rosenberg
- 1969: Hopp, Hopp (Move) – Regie: Stuart Rosenberg
- 1969: Woody, der Unglücksrabe (Take the Money and Run) – Regie: Woody Allen
- 1970: Der Indianer (Flap) – Regie: Carol Reed
- 1971: Bananas – Regie: Woody Allen
- 1971: El Capitano (Something Big) – Regie: Andrew V. McLaglen
- 1971: Opa kann’s nicht lassen (Kotch) – Regie: Jack Lemmon
- 1972: Big Boy – Der aus dem Dschungel kam (The world’s greatest athlete) – Regie: Robert Scheere
- 1972: Fat City – Regie: John Huston
- 1972: Krieg zwischen Männern und Frauen (War between Men and Women) – Regie: Melville Shavelson
- 1973: Save the Tiger – Regie: John G. Avildsen
- 1973: Cherie Bitter (The way we were) – Regie: Sydney Pollack
- 1973: Der Clou (The Sting) – Regie: George Roy Hill
- 1974: Das Nervenbündel (The Prisoner of Second Avenue) – Regie: Melvin Frank
- 1976: Der Entertainer (The Entertainer) – Regie: Donald Wyre
- 1977: Ein Kellner wie der Gast ihn liebt (The Absent-Minded Waiter) – Regie: Carl Gottlieb Kurzfilm
- 1977: Der Spion, der mich liebte (The Spy Who Loved Me) – Regie: Lewis Gilbert
- 1978: Eisfieber (Ice Castles) – Regie: Donald Wyre
- 1978: Nächstes Jahr, selbe Zeit (Same Time, Next Year) – Regie: Robert Mulligan
- 1979: Auf ein Neues (Starting over) – Regie: Alan J. Pakula
- 1979: Eine ganz normale Familie (Ordinary people) – Regie: Robert Redford
- 1979: Das zweite Kapitel (Chapter Two) – Regie: Robert Moore
- 1980: Fast wie in alten Zeiten (Seems like old times) – Regie: Jay Sandrich
- 1981: Der Fanatiker (The Fan) – Regie: Edward Bianchi
- 1981: Tanz in den Wolken (Pennies from heaven) – Regie: Herbert Ross
- 1982: Eigentlich wollte ich zum Film (I ought to be in pictures) – Regie: Herbert Ross
- 1982: Sophies Entscheidung (Sophie’s choice) – Regie: Alan J. Pakula
- 1983: Jason, die Flasche (Romantic comedy) – Regie: Arthur Hiller
- 1984: Endstation Sehnsucht (A Streetcar Named Desire) – Regie: John Erman
- 1985: A Chorus Line – Regie: Richard Attenborough
- 1985: D.A.R.Y.L. – Der Außergewöhnliche (D.A.R.Y.L.) – Regie: Simon Wincer
- 1987: Die Experten (The experts) – Regie: Dave Thomas
- 1987: Little Nikita – Regie: Richard Benjamin
- 1987: Noch drei Männer, noch ein Baby (Three men and a baby) – Regie: Leonard Nimoy
- 1987: Rückkehr der Roboter (Return of the six million dollar man and the bionic woman) – Regie: Ray Austin
- 1987: Society (The two Mrs. Grenvilles) – Regie: John Erman
- 1987: Todesversprechen (When the time comes) – Regie: John Erman
- 1988: Im Zeichen der Jungfrau (The January man) – Regie: Pat O’Connor
- 1990: Verführerische Geschichten (Women & men: Stories of seduction) – Regie: Frederic Raphael, Ken Russell, Tony Richardson
- 1991: Babyswitch – Kind fremder Eltern I + II (Switched at birth) – Regie: Waris Hussein
- 1991: Frankie & Johnny (Frankie and Johnny) – Regie: Gary Marshall
- 1992: Auf der Sonnenseite des Lebens (Missing pieces) – Regie: Leonard B. Stern
- 1995: Liebe hat zwei Gesichter (The mirror has two faces) – Regie: Barbra Streisand
- 1996: Die Nanny (The Nanny, Folge 3.18 Falsche Freunde)
- 2009: Der Informant! (The Informant!) – Regie: Steven Soderbergh
- 2012: Liberace – Zu viel des Guten ist wundervoll (Behind the Candelabra) – Regie: Steven Soderbergh

### Bühne/Musicals
- 1975: A Chorus Line
- 1979: They’re Playing our Song
- 1986: Smile
- 1993: The Goodbye Girl
- 2002: Sweet Smell of Success

## Auszeichnungen (Auswahl)
- 1974 drei Oscars:
  1. Beste Filmmusik für So wie wir waren
  2. Bester Song für The Way We Were (Titelsong des Films So wie wir waren) – Text von Alan und Marilyn Bergman
  3. Beste Filmmusik (Adaption) für Der Clou
- 1975 vier Grammy Awards:
  1. Bester neuer Künstler
  2. Song des Jahres für The Way We Were
  3. Beste Instrumentaldarbietung – Pop für The Entertainer
  4. Album mit der besten Originalmusik geschrieben für einen Film oder ein Fernsehspecial für The Way We Were
- 1976 einen Tony Award für das beste Musical für A Chorus Line
- 1976 einen Pulitzer-Preis für Theater zusammen mit Michael Bennett (Konzept, Choreographie und Regie), Nicholas Dante und James Kirkwood, Jr. (Buch), Marvin Hamlisch (Musik) and Edward Kleban (Text) für A Chorus Line.

## Weiterführende Informationen